# رابرت کولیر، نخستین بارون مانکسول
رابرت کولیر (انگلیسی: Robert Collier؛ ‏۲۱ ژوئن ۱۸۱۷ – ۲۷ اکتبر ۱۸۸۶) وکیل، سیاستمدار و قاضی اهل بریتانیا بود.
وی دانش‌آموختهٔ کالج ترینیتی، کمبریج بود و مدرک لیسانس عمومی خود را در سال ۱۸۴۳ دریافت داشت. او عضو حزب لیبرال بریتانیا بود و بعدها به عضویت کمیته قضایی شورای سلطنتی درآمد و سپس در سال ۱۸۵۴ عضوی از «مشاوران پادشاه» شد. او بارها و با تأثیرات بسیار خوبی در پارلمان بریتانیا سخنرانی کرد، به‌ویژه در مورد تجارت با روسیه در سال ۱۸۵۵، اما بیشتر سخنرانی‌هایش دربارهٔ موضوعات حقوقی بود. هنگامی که ویلیام آترتون در اکتبر ۱۸۶۳ بازنشسته شد، راندل پالمر دادستان کل بریتانیا شد و انتصاب کولیر به عنوان معاون وزیر دادگستری در پی او، (با دریافت نشان شوالیه مرسوم در آن دوران) تا حدودی غیرمنتظره بود. با این حال، او این مسئولیت را با موفقیت انجام داد تا اینکه دولت لیبرال در سال ۱۸۶۶ استعفا داد و کولیر در دسامبر ۱۸۶۸ دادستان کل بریتانیا و ولز شد و در سال بعد او «لایحه ورشکستگی» را در مجلس عوام به اجرا گذاشت. او در حالی که دادستان کل بود، به عنوان قاضی محلی بریستول منصوب شد، اما به دلیل احترام به خواست حوزه انتخابیه خود بلافاصله از این انتصاب استعفا داد.
او رساله‌ای در مورد قوانین و مقررات راه‌آهن (۱۸۴۵) منتشر کرد. رساله دیگری در مورد معادن در سال ۱۸۴۹ نوشت و نامه‌ای مهم به لرد جان راسل در مورد «اصلاحیه دادگاه‌های حقوق عمومی» (۱۸۵۱) نگاشت و رساله «دربارهٔ سلطنت» دموستن را در سال ۱۸۷۵ ترجمه کرد.
او علاقه فراوانی به نقاشی داشت. در جوانی کاریکاتورهای بسیار هوشمندانه ای می‌کشید و هنگامی که وکیل دولت بریتانیا بود در پارک سنت جیمز به نقاشی می‌پرداخت که بیشتر در آکادمی سلطنتی هنر و گالری گروسونور به نمایش گذاشته می‌شد، به‌ویژه تصاویری از منطقهٔ روزنلاوی در سوئیس که اوقات فراغتش را بیشتر در آنجا سپری می‌کرد.